# Gäddevattnet (Dals-Eds socken, Dalsland)
Gäddevattnet är en sjö i Dals-Eds kommun i Dalsland och ingår i Göta älvs huvudavrinningsområde. Sjön har en area på 0,186 kvadratkilometer och ligger 142,9 meter över havet. Sjön avvattnas av vattendraget Getbroälven.

## Delavrinningsområde
Gäddevattnet ingår i det delavrinningsområde (655285-127015) som SMHI kallar för Inloppet i Rösvattnet. Medelhöjden är 169 meter över havet och ytan är 5,08 kvadratkilometer. Räknas de 2 avrinningsområdena uppströms in blir den ackumulerade arean 13,43 kvadratkilometer. Getbroälven som avvattnar avrinningsområdet har biflödesordning 4, vilket innebär att vattnet flödar genom totalt 4 vattendrag innan det når havet efter 288 kilometer. Avrinningsområdet består mestadels av skog (90 procent). Avrinningsområdet har 0,18 kvadratkilometer vattenytor vilket ger det en sjöprocent på 3,6 procent.